# Lucien Chopard
Lucien Chopard (Paris, 31 de agosto de 1885 — Paris, 16 de novembro de 1971) foi um entomologista que se distinguiu no estudo dos membros da ordem Orthoptera.

## Biografia
Nascido em Paris, obteve o grau de Doutor em Ciências em 1920 na Faculté des sciences de Paris com uma tese intitulada Recherches sur la conformation et le développement des derniers segments abdominaux chez les orthoptères (Investigação sobre a conformação e desenvolvimento dos últimos segmentos abdominais dos ortópteros). Após ter sido nomeado «correspondente» do Muséum national d'histoire naturelle em 1919 foi contratado por aquela instituição em 1931 para trabalhar no laboratório de entomologia (Laboratoire d’entomologie) onde foi encarregado do respectivo vivarium. Foi nomeado sub-director daquele laboratório (sous-directeur) em 1936, ascendendo a professor da Faculdade em 1951. Aposentou-se em 1955. 
Chopard era especialista no grupo dos Orthoptera. Estudou os Mantidae colectados por Charles A. Alluaud (1861–1949) e René Gabriel Jeannel (1879–1965) na expedição à África Oriental que estes realizaram nos anos de 1911–1912.
Foi eleito membro da Société entomologique de France em 1901 e foi distinguido com o título de secrétaire général honoraire (secretário-geral honorário) em 1950.
Traduziu para francês a obra de Vincent Brian Wigglesworth (1899–1994) (publicada como Physiologie des insectes por Dunond, Paris, 1959). Em 1931 foi eleito presidente da Société zoologique de France.

## Publicações
Entre muitas outras, Lucien Chopard é autor das seguintes publicações:
- Faune de France. 3, Orthoptères et dermaptères (Paul Lechevalier, Paris)(1922).
- Note sur les orthoptères cavernicoles du Tonkin, Bulletin de la Société zoologique de France, LIV : 424-438 (1929)..
- La biologie des orthoptères (Paul Lechevalier, Paris)(1938).
- with Jacques Berlioz (1891–1975), Léon Bertin (1896–1954) et P. Laurent, Les Migrations animales (Gallimard, Paris)(1942).
- Orthoptéroïdes de l'Afrique du Nord (Larose, Paris)(1943).
- La Vie des sauterelles (Gallimard, Paris)(1945).
- Atlas des aptérygotes et orthoptéroïdes de France (Boubée, Paris)(1947).
- Atlas des libellules de France, Belgique, Suisse (Boubée, Paris)(1948).
- Le Mimétisme, les colorations animales, dissimulation des formes et déguisements, ressemblances mimétiques (Payot, Paris)(1949)
- Faune de France. 56, Orthoptéroïdes (Paul Lechevalier, Paris)(1951).
- Orthopterorum catalogus. Pars 10, Grillides : fam. Gryllidae, subfam. Gryllinae (W. Junk, s'-Gravenhage)(1967).